# Roxane van Iperen

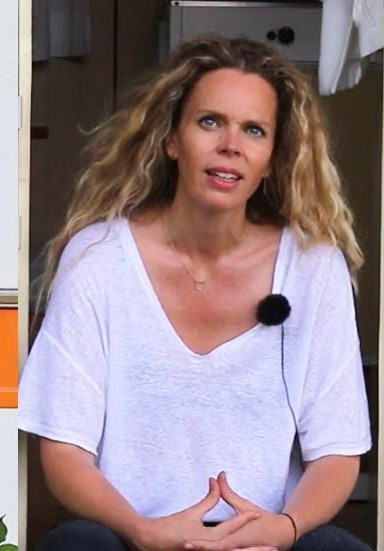
Roxane van Iperen, 2018

Roxane van Iperen (* 11. Juni 1976 in Nijmegen, Niederlande) ist eine niederländische Juristin und Autorin.

## Leben und Werk
Roxane van Iperen wurde 1976 in Nijmegen in den Niederlanden geboren. Ihre Kindheit und Jugend verbrachte sie in Málaga in Spanien und anschließend in Sint-Michielsgestel in den Niederlanden, wo sie 1995 ihre Schulausbildung mit dem Abitur abschloss. An der Universität Amsterdam studierte sie Jura und begann danach als Anwältin zu arbeiten. Ihre Journalistische Laufbahn begann 2014, zunächst als Kolumnistin bei verschiedenen Zeitschriften, zuletzt als Gastkorrespondentin für De Correspondent.  Im Jahr 2016 erschien ihr Debütroman Schuim der Aarde, der mit dem Hebban Debütpreis ausgezeichnet  wurde. 2018 folgte das Buch ‘t Hooge Nest (Ein Versteck unter Feinden) über die Geschichte ihres Hauses in Naarden, in dem die jüdischen Schwestern Janny (1916–2003) und Lien Brilleslijper (1912–1988) während des Zweiten Weltkriegs ein Widerstandszentrum und Versteck für untergetauchte Menschen betrieben. ‘t Hooge Nest stand ein Jahr lang ununterbrochen in der CPBN Bestsellerliste 60. Übersetzungen erfolgten ins Englische (The Sisters of Auschwitz), ins Französische (Un refuge pour l’espoir), ins Spanische (El último refugio), ins Italienische (L’Alto Nido) und ins Deutsche (Ein Versteck unter Feinden). Eine Verfilmung durch das Produktionshaus Halina Reijn & Carice van Houten war geplant. 2025 wurde das Werk als Theatermonolog in den Niederlanden auf die Bühne gebracht.  
Im Jahr 2021 wurde van Iperen eingeladen, die öffentliche Gedenkrede zum niederländischen Volkstrauertag (Nationale Dodenherdenking) am 4. Mai in der Nieuwe Kerk in Amsterdam zu halten. In einer vielbeachteten Rede mit dem Titel Stemmen uit het diepe (Stimmen aus der Tiefe) sprach sie über Kollaboration und Widerstand von Niederländern während der Besatzung durch Nazi-Deutschland während des Zweiten Weltkriegs.

## Bibliografie
- 2016 – Schuim der aarde, Lebowski, ISBN 978-90-488-2420-5
- 2018 – ‘t Hooge Nest, Lebowski, ISBN 978-90-488-4178-3
- 2020 – Ein Versteck unter Feinden, Hoffmann und Campe, ISBN 978-3-455-00645-2
- 2021 – Ein Versteck unter Feinden, (TB), Hoffmann und Campe, ISBN 978-3-455-00904-0

## Preise
- 2016 – Hebban Debütpreis für ihren Debütroman Schuim der Aarde.
- 2017 – VOJN-Award der Vereniging Online Journalistiek Nederland: Bester meinungsbildender Journalismus 2017, für einen Artikel und eine Videokolumne über Kohlenstoff und CO2 und die Macht der fossilen Energie Industrie.
- 2019 – Opzij-Literaturpreis.